# Barbara McLean
Barbara McLean est une monteuse américaine, née le 16 novembre 1903 à Palisades Park, décédée le 28 mars 1996 à Newport Beach (Californie).

## Biographie
« [Barbara McLean is] one of the best editors in town »

— Darryl F. Zanuck
Née Barbara Pollux, puis mariée à Gordon McLean, Barbara McLean commença sa carrière dans les années 1920, en coupant des négatifs pour le producteur Rex Ingram. Elle travailla ensuite pour le monteur de Ingram, Grant Whytock. Puis elle suivit ce dernier, comme assistante, lorsqu'il alla travailler pour Samuel Goldwyn pour la toute récente société de production United Artists.
Darryl F. Zanuck, cofondateur de Twentieth Century Pictures vit un jour le film Secret de Frank Borzage (1933), dont Barbara McLean avait aidé au montage, et trouva qu'elle était « la meilleure monteuse de la ville » et l'embaucha comme monteuse pour les films Les Faubourgs de New York (1933) et Gallant Lady (1934), ce dernier fut le premier film où elle fut créditée comme monteuse.
Elle fut mariée à Robert D. Webb de 1951 à 1990.

## Filmographie
- 1933 : Femme d'honneur (Gallant Lady) de Gregory La Cava
- 1934 : La Maison des Rothschild (The House of Rothschild) réalisé par Alfred L. Werker
- 1934 : The Affairs of Cellini réalisé par Gregory La Cava
- 1934 : Le Grand Barnum (The Mighty Barnum) de Walter Lang
- 1935 : Le Conquérant des Indes (Clive of India) réalisé par Richard Boleslawski
- 1935 : Les Misérables réalisé par Richard Boleslawski
- 1935 : Le Roman d'un chanteur (Metropolitan) réalisé par Richard Boleslawski
- 1935 : Professional Soldier réalisé par Tay Garnett
- 1936 : Le Chant des cloches (Sins of Man) d'Otto Brower et Gregory Ratoff
- 1936 : Le Médecin de campagne (The Country Doctor) de Henry King
- 1936 : Le Chant des cloches (Sins of Man) réalisé par Otto Brower et Gregory Ratoff
- 1936 : Sing, Baby, Sing réalisé par Sidney Lanfield
- 1936 : Le Pacte (Lloyd's of London) réalisé par Henry King
- 1937 : L'Incendie de Chicago (In Old Chicago) réalisé par Henry King
- 1937 : L'Heure suprême (Seventh Heaven) réalisé par Henry King
- 1937 : Aventure en Espagne (Love Under Fire) réalisé par George Marshall
- 1938 : La Baronne et son valet (The Baroness and the Butler) réalisé par Walter Lang
- 1938 : La Folle Parade (Alexander's Ragtime Band) réalisé par Henry King
- 1938 : Suez réalisé par Allan Dwan
- 1939 : Le Brigand bien-aimé (Jesse James) réalisé par Henry King et Irving Cummings
- 1939 : Stanley et Livingstone (Stanley and Livingstone) réalisé par Henry King et Otto Brower
- 1939 : La Mousson (The Rains Came) réalisé par Clarence Brown
- 1940 : Les Révoltés du Clermont (Little Old New York) de Henry King
- 1940 : Maryland réalisé par Henry King
- 1940 : Sous le ciel d'Argentine (Down Argentine Way) réalisé par Irving Cummings
- 1940 : La Belle Écuyère (Chad Hanna) réalisé par Henry King
- 1941 : La Route au tabac (Tobacco Road) réalisé par John Ford
- 1941 : Un Yankee dans la RAF (A Yank in the RAF) réalisé par Henry King
- 1941 : Adieu jeunesse (Remember the Day) réalisé par Henry King
- 1942 : Qui perd gagne (Rings on Her Fingers) réalisé par Rouben Mamoulian
- 1942 : Le Nigaud magnifique (The Magnificent Dope) réalisé par Walter Lang
- 1942 : Le Cygne noir (The Black Swan) réalisé par Henry King
- 1943 : Hello Frisco, Hello réalisé par H. Bruce Humberstone
- 1943 : Le Chant de Bernadette (The Song of Bernadette) réalisé par Henry King
- 1944 : Wilson réalisé par Henry King
- 1944 : La Victoire des ailes (Winged Victory) de George Cukor
- 1945 : Une cloche pour Adano (A Bell for Adano) réalisé par Henry King
- 1945 : Les Dolly Sisters (The Dolly Sisters) réalisé par Irving Cummings
- 1946 : Trois Jeunes Filles en bleu (Three Little Girls in Blue) de H. Bruce Humberstone
- 1946 : Margie réalisé par Henry King
- 1947 : Le Charlatan (Nightmare Alley) réalisé par Edmund Goulding
- 1947 : Capitaine de Castille (Captain from Castile) réalisé par Henry King
- 1948 : Deep Waters réalisé par Henry King
- 1948 : À toi pour la vie (When My Baby Smiles at Me) de Walter Lang
- 1949 : Échec à Borgia  (Prince of Foxes) réalisé par Henry King
- 1949 : Un homme de fer (Twelve O'Clock High) réalisé par Henry King
- 1950 : La Cible humaine (The Gunfighter) réalisé par Henry King
- 1950 : La porte s'ouvre (No Way Out) réalisé par Joseph L. Mankiewicz
- 1950 : Ève (All About Eve) réalisé par Joseph L. Mankiewicz
- 1951 : L'Épreuve du bonheur (I'd Climb the Highest Mountain) réalisé par Henry King
- 1951 : À l'assaut de la gloire (Follow the sun) de Sidney Lanfield
- 1951 : David et Bethsabée (David and Bathsheba) réalisé par Henry King
- 1951 : On murmure dans la ville (People Will Talk) réalisé par Joseph L. Mankiewicz
- 1952 : Viva Zapata ! (Viva Zapata!) réalisé par Elia Kazan
- 1952 : Wait Till the Sun Shines, Nellie réalisé par Henry King
- 1952 : Prisonniers du marais (Lure of the Wilderness) réalisé par Jean Negulesco
- 1952 : Les Neiges du Kilimandjaro (The Snows of Kilimanjaro) réalisé par Henry King
- 1953 : Niagara réalisé par Henry Hathaway
- 1953 : Les Rats du désert (The Desert Rats) réalisé par Robert Wise
- 1953 : La Tunique (The Robe) réalisé par Henry Koster
- 1953 : Capitaine King (King of the Khyber Rifles) réalisé par Henry King
- 1954 : L'Égyptien (The Egyptian) réalisé par Michael Curtiz
- 1955 : Tant que soufflera la tempête (Untamed) réalisé par Henry King

## Distinctions

### Récompenses
- 1945 : Oscar du meilleur montage pour le film Wilson
- 1988 : Eddie Award American Cinema Editors pour l'ensemble de sa carrière.

### Nominations
- Oscar du meilleur montage :
  - 1936 : nommé pour le film Les Misérables
  - 1937 : nommé pour le film Le Pacte
  - 1939 : nommé pour le film La Folle Parade
  - 1940 : nommé pour le film La Mousson
  - 1944 : nommé pour le film Le Chant de Bernadette
  - 1951 : nommé pour le film Ève